# Opatija Fécamp
Samostan svete Trojice Fécamp (francosko Abbaye de la Trinité de Fécamp) je benediktinski samostan v mestu Fécamp v departmaju Seine-Maritime, Zgornja Normandija, Francija in romarsko središče. Samostan je od leta 1840 na seznamu zgodovinskih spomenikov.
Bil je prvi proizvajalec zeliščnega likerja Bénédictine, narejenega na osnovi vinjaka. 

## Prva ustanovitev
Leta 658 je gradnjo začel merovinški grof Waningus za redovnice.  Še en samostan, ki ga je blizu mesta ustanovil leta 660 za dragocene relikvije Svete krvi, so Vikingi uničili leta 842. Okrog vojvodske palače so našli temelje dveh kapelic.

## Druga ustanovitev
Po več vikinških napadih je Rihard I. Normandijski (tudi Rihard Neustrašni) obnovil cerkev. Rihard II. Normandijski je leta 1001 povabil Viljema Volpianskega (Guglielmo da Volpiano), da znova obudi življenje samostana po benediktinskih pravilih.  Ta dva normanska vladarja, ki sta bila prvotno pokopana zunaj , je pozneje leta 1162 pokopal Henrik II. Angleški znotraj južnega transepta gotske samostanske cerkve . Njihove posmrtne ostanke so večkrat premaknili in jih na več mestih pokopali, na koncu pa jih leta 1956 ponovno shranili v svinčene zaboje in ponovno pokopali v južni transept.
Februarja 2016 so francoski, danski in norveški raziskovalci odprli svinčene zaboje, da bi opravili analizo ostankov DNK. Radiokarbonsko datiranje posmrtnih ostankov je pokazalo, da nobeno okostje ne more od  Riharda I. ali Riharda II. Eno okostje je bilo iz 3. stoletja pred našim štetjem, drugo pa iz 8. stoletja našega štetja, oba že pred rojstvom obeh Rihardov. 
Guillaume de Volpiano je pokopan v eni od severnih kapelic.

## Sredina 11. stoletja
Samostan pri Fécampu je bil pomemben pri normanskem osvajanju Anglije. Edvard Spoznavalec je podelil naziv kraljevi minster cerkvi v Steyningu za samostan, v zahvalo svojim normanskim zaščitnikom. Zaradi velikih, bogatih zemljišč in uspešnih pristanišč naj bi ta donacija začela veljati po smrti Aelfwina, škofa Winchestra, ki je bil zadolžen za Steyning. Škof je umrl leta 1047 in cerkvena pristojnost je nato prešla neposredno na papeža Klemena II.. Na enak način samostan Fécamp ni bil odgovoren nobenemu normanskemu škofu, temveč samo papežu. Darilo je pozneje potrdil tudi Viljem Osvajalec.
V bližnjem pristanišču s kopnim okoli Rya, Winchelsea in Hastingsa je kralj Knut Veliki že dal isti samostan, da bi izpolnil obljubo dano po njegovi ženi Emmi Normandijski, prvemu možu norveškemu kralju Ethelredu. Menihi se skoraj niso imeli časa usesti, ko jih je leta 1052 Godwin, grof Wessexški izgnal iz Steyninga in ga zasegel. Njegov sin Harold Godwinson se je odločil, da ga bo ob vzponu obdržal, namesto da bi ga obnovil. To je imelo komercialni in strateški smisel (Harold ni želel normanskega pristanka na morebitnem invazijskem pristanišču), Viljem pa se je odzval prisegajoč na nož, preden se je odpravil v Anglijo, da bi ga osvojil za menihe. 
To mu je pridobilo ladjo iz samostana in ob zmagi pri Hastingsu je izpolnil obljubo in vrnil Steyning samostanu, s katerim je ostal do 15. stoletja.
Listina je podelila jamstvo oprostitve vse zemeljske službe in pokornost baronom, knezom in drugim ter jim podelila vse kraljeve svoboščine, navade in pravičnost za vse zadeve, ki se pojavljajo na njihovi zemlji in grozila vsem, ki bi morda kršili te svoboščine z zneskom 100 funtov zlata. 
Ostanke lokalnega svetnika, Cuthmana iz Steyninga, so premestili v materinski samostan v Fécampu. Samostanu je Viljem priskrbel tudi Remigiusa de Fécamp, benediktinskega meniha, prvi škof v Lincolnu.

## Samostanska cerkev
Samostanska cerkev Svete Trojice je bila zgrajena med letoma 1175 in 1220 iz kamna v kremni barvi iz Caena. Pod Plantageneti je skriptorij v Fécampu ustvaril številne iluminirane rokopise.
Današnja cerkev, zgrajena okoli leta 1170–1220, je eden najpomembnejših zgodovinskih in zanimivih primerov prehoda iz romanike v zgodnjo gotiko v Normandiji. Od predhodnic, posvečenih leta 990 in 1099, je ostalo le malo: od slednje, ki je leta 1168 pogorela, sta na severni strani kora dve kapeli (posvečeni 1106, najstarejši na Normandiji). Takoj zatem se je začela gradnja nove stavbe v slogu zgodnje gotike. Bogastvo samostana, ki so ga zbrali romarji, je omogočilo gradbeni napredek, ki je bil hiter za srednjeveški čas. Pred letom 1219 so s petimi zahodnimi oboki ladje z vitkimi oblikami v prerezih stebrov in arkadami empor razvitejši v slogu kot pet vzhodnih obokov. Gradnja je bila s tem v bistvu končana. Nenavadno dolžino ladje (cerkev je dva metra daljša od Notre Dame v Parizu) in arhitekturne elemente, kot je ambulatorij, je mogoče razložiti tudi z vlogo stavbe kot romarske cerkve. Kor in transept sta še iz 12. stoletja. 
Marijino kapelo v kornem delu so obnovili proti koncu 15. stoletja. Leta 1748 je zahodno stavbo zamenjala fasada v klasičnem slogu francoskega baroka. Vhod je obdan s kipoma vojvodov Riharda I. in Riharda II. kot najpomembnejšima donatorjema za samostan, ki sta v cerkvi, v južnem transeptu, tudi pokopana. Značilno za normanske gradbene navade je 65 metrov visok stolp nad križiščem. Oprema prihaja iz različnih obdobij. Vitraji iz 13. stoletja so bili sestavljeni v Marijini kapeli, vitraji, iz 16. stoletja pa prikazujejo sv. Trojico, sv. Taurina in Suzano. Njihov ustvarjalec je bil Arnold von Nijmwegen, pomemben slikar na steklo iz Rouena. Glavni oltar sega v renesanso. V 18. stoletju so v kor postavili baldahin in korne klopi. 